# Italia en el Festival de la Canción de Eurovisión 2016
Italia participó en el LXI Festival de la Canción de Eurovisión, celebrado en Estocolmo, Suecia del 10 al 14 de mayo del 2016, tras la victoria de Måns Zelmerlöw con la canción "Heroes". Italia decidió mantener el sistema de elección del año anterior, con el cual la RAI invita al ganador del prestigioso Festival de San Remo a representar al país dentro del festival de Eurovisión. El festival celebrado del 9 al 13 de febrero de 2016, dio como ganador al grupo Stadio y la canción "Un giorno mi dirai", compuesta por Saverio Grandi, Gaetano Curreri y Luca Chiaravalli. 
Italia, al pertenecer al Big Five, se clasificó automáticamente a la final, finalizando en 16° lugar con 124 puntos, tras obtener el 13° lugar del jurado con 90 puntos y el 18° por parte del público con 34 puntos. 

## Historia de Italia en el Festival
Italia es uno de los países fundadores del festival, debutando en 1956. Desde entonces el país ha concursado en 41 ocasiones, siendo uno de los países más exitosos del concurso, posicionándose hasta 30 veces dentro de los mejores 10 de la competencia. Italia ha logrado vencer en dos ocasiones el festival: la primera, en 1964, con Gigliola Cinquetti y la canción "Non ho l'età". La segunda vez sucedió en 1990, gracias a la canción "Insieme: 1992" de Toto Cutugno. Recientemente, el país se ausentó durante un gran periodo de tiempo del festival, desde 1998, hasta 2011, sin embargo, desde su regreso se ha convertido en uno de los países con los mejores resultados en los últimos años, posicionándose en 4 ocasiones dentro del Top 10 en las últimas 5 ediciones.
En 2015, los ganadores de San Remo, el grupo Il Volo, terminaron en una notable 3.ª posición con 292 puntos en la gran final, con el tema "Grande Amore".

## Representante para Eurovisión

### Festival de San Remo 2016
El Festival de San Remo de 2016, fue la 66° edición del prestigioso festival italiano. Italia confirmó su participación en el Festival de Eurovisión 2016 en septiembre de 2015. Italia confirmó el mismo método utilizado en el año anterior, con el cual la RAI invita al ganador de la sección Campioni del Festival de San Remo a participar también en el Festival de Eurovisión. En el caso de una negativa, la RAI podrá invitar a otro artista. La competencia tuvo lugar del 9 al 13 de febrero de 2016, con la participación de 20 intérpretes.
La final del festival, tuvo lugar el 13 de febrero, con la realización de 2 rondas. En la primera, los 16 finalistas interpretaron sus canciones, siendo sometidos a votación, compuesta por un panel de jurados expertos (30%), un jurado compuesto por 300 fanes que votaban bajo un sistema electrónico (30%) y la votación del público (40%). 3 artistas fueron seleccionados para la segunda ronda: Francesca Michielin, Giovanni Caccamo junto a Deborah Iurato y el grupo Stadio. En la segunda ronda, los 3 cantantes se sometieron a una votación similar a la de la ronda anterior, siendo declarados ganadores Stadio con la canción "Un giorno mi dirai", tras obtener una media de 42.74% de los votos. 
| N.º | Artista                           | Canción                       | Jurado Expertos | Jurado Demoscópico | Televoto | Lugar | Media  |
| --- | --------------------------------- | ----------------------------- | --------------- | ------------------ | -------- | ----- | ------ |
| 1   | Giovanni Caccamo & Deborah Iurato | «Via da qui»                  | 25.00%          | 29.39%             | 26.43%   | 3     | 26.89% |
| 2   | Francesca Michielin               | «Nessun grado di separazione» | 27.08%          | 34.72%             | 29.58%   | 2     | 30.37% |
| 3   | Stadio                            | «Un giorno di mirai»          | 47.92%          | 35.89%             | 43.99%   | 1     | 42.74% |

### Selección interna
A diferencia del año anterior, el grupo Stadio decidió rechazar representar a Italia en el Festival de la Canción de Eurovisión 2016 al tener programada una gira de conciertos durante el mes de mayo. La banda declaró: «Nos encantaría participar, pero ya tenemos una gira planeada. Si fuéramos hombres jóvenes, seríamos felices». Un día después de la celebración de la final de San Remo, la RAI confirmó a la subcampeona Francesca Michielin como la participante italiana en el Festival de Eurovisión. Un mes después, el 14 de marzo de 2021 fue presentada la nueva versión de su canción de San Remo, titulada «No Degree of Separation», siendo una versión bilingüe entre italiano e inglés y recortada a 3 minutos como lo estipula el festival. De esta forma, Michielin se convirtió en la 42° participante italiana en el festival eurovisivo.

## En Eurovisión
Italia, al ser uno de los países pertenecientes al Big Five, se clasificó automáticamente a la final del 14 de mayo, junto a la anfitriona Suecia, y el resto del Big Five: Alemania, España, Francia y el Reino Unido. El sorteo realizado el 25 de enero de 2016, determinó que el país, tendría que transmitir y votar en la segunda semifinal.
Los comentarios para Italia corrieron por parte de Filippo Solibello y Marco Ardemagni por radio así como en las semifinales por televisión, mientras que Federico Russo y Flavio Insinna transmitieron la gran final para televisión. La portavoz de la votación del jurado profesional italiano fue Claudia Andreatti.

### Final

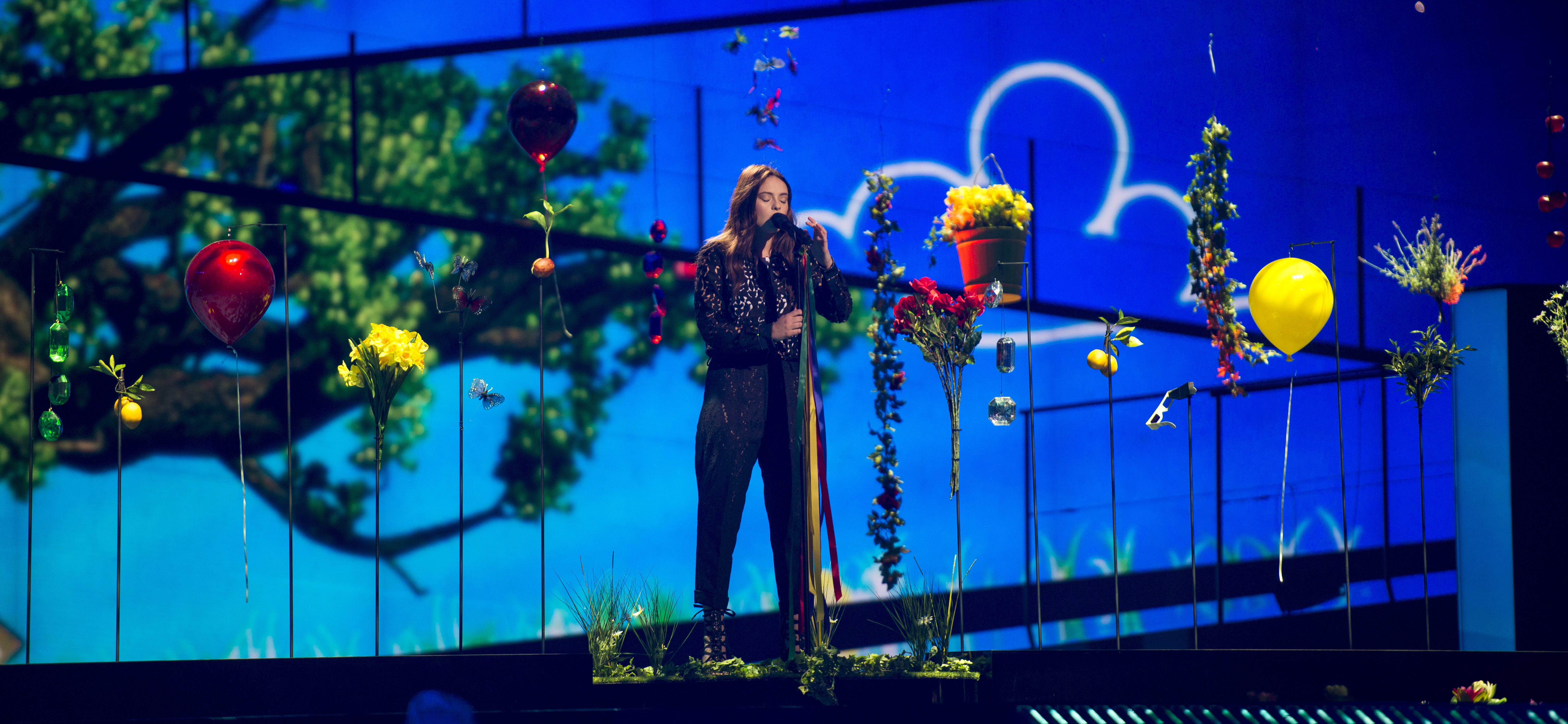
Francesca Michielin durante uno de los ensayos previos al festival.

Francesca Michielin tomó parte de los primeros ensayos los días 7 y 8 de mayo, así como de los ensayos generales con vestuario los días 13 y 14 de mayo. El ensayo general de la tarde del 13 fue tomado en cuenta por los jurados profesionales para emitir sus votos, que representan el 50% de los puntos. Después de los ensayos del 8 de mayo, un sorteo determinó en que mitad de la final participarían los países del Big Five. Italia fue sorteado en la primera mitad (posiciones 1-13). Una vez conocidos todos los finalistas, los productores del show decidieron el orden de actuación de todos los finalistas, respetando lo determinado por el sorteo. Se decidió que Italia actuara en el lugar 6, por delante de Hungría y por detrás de Israel.
La actuación italiana contó con Francesca Michielin actuando sola en una plataforma cubierta de hierba y rodeada de varios accesorios de escenario que incluyen flores, frutas, globos y diamantes. La iluminación del escenario era predominantemente azul y las pantallas LED de fondo mostraban un gran árbol verde y cielos azules. A Michielin se le unieron dos coristas fuera del escenario: Nicole Pellicani y Sabrina Fiorella.
Durante la votación, Italia se colocó en 13° lugar con 90 puntos en la votación del jurado, incluyendo las máximas puntuaciones de los jurados de Francia y Noruega. Posteriormente se reveló que el público le otorgó 34 puntos posicionándolo 18°. La sumatoria final le dio el 16° lugar con 124 puntos, siendo apenas la segunda ocasión que el país finalizaba fuera del Top 10 desde su regreso en 2011.

### Votación

#### Votación otorgada a Italia

##### Final
| Jurado              | Jurado                 | Jurado                        | Jurado              | Jurado                                   |
| 12 puntos           | 10 puntos              | 8 puntos                      | 7 puntos            | 6 puntos                                 |
| ------------------- | ---------------------- | ----------------------------- | ------------------- | ---------------------------------------- |
| - Francia - Noruega | - Bélgica - San Marino | - Albania - Malta             |                     | - Irlanda - Países Bajos                 |
| 5 puntos            | 4 puntos               | 3 puntos                      | 2 puntos            | 1 punto                                  |
| - España            |                        | - Alemania - Chipre - Croacia | - Finlandia - Suiza |                                          |
| Televoto            |                        |                               |                     |                                          |
| 12 puntos           | 10 puntos              | 8 puntos                      | 7 puntos            | 6 puntos                                 |
|                     | - Albania              |                               | - Malta - Suiza     |                                          |
| 5 puntos            | 4 puntos               | 3 puntos                      | 2 puntos            | 1 punto                                  |
|                     | - Montenegro           | - España                      |                     | - Alemania - Eslovenia - Macedonia (ARY) |

#### Votación realizada a Italia
| Puntos    | Jurado    | Televoto        |
| --------- | --------- | --------------- |
| 12 puntos | Australia | Ucrania         |
| 10 puntos | Ucrania   | Polonia         |
| 8 puntos  | Israel    | Albania         |
| 7 puntos  | Georgia   | Bulgaria        |
| 6 puntos  | Eslovenia | Serbia          |
| 5 puntos  | Serbia    | Bélgica         |
| 4 puntos  | Bélgica   | Lituania        |
| 3 puntos  | Polonia   | Australia       |
| 2 puntos  | Irlanda   | Macedonia (ARY) |
| 1 punto   | Lituania  | Bielorrusia     |

| Puntos    | Jurado       | Televoto |
| --------- | ------------ | -------- |
| 12 puntos | España       | Ucrania  |
| 10 puntos | Ucrania      | Polonia  |
| 8 puntos  | Israel       | Rusia    |
| 7 puntos  | Francia      | Bulgaria |
| 6 puntos  | Australia    | Chipre   |
| 5 puntos  | Malta        | Francia  |
| 4 puntos  | Países Bajos | Serbia   |
| 3 puntos  | Georgia      | Georgia  |
| 2 puntos  | Suecia       | Lituania |
| 1 punto   | Chipre       | Armenia  |

##### Desglose
El jurado italiano estuvo compuesto por:
- Max Novaresi – conductor de televisión, letrista (jurado solo durante la primera semifinal)
- Alessandro Pigliavento – especialista en marketing digital, bloguero
- Paolo Belli – cantante, showman
- Andrea Maria Delogu – conductor de televisión
- Stefania Zizzari – periodista
- Tiziana Leone – periodista (jurado solo durante la final)

| Semifinal 2 | Semifinal 2     | Semifinal 2 | Semifinal 2    | Semifinal 2 | Semifinal 2  | Semifinal 2 | Semifinal 2 | Semifinal 2 | Semifinal 2 | Semifinal 2 |
| N.º         | País            | Jurado      | Jurado         | Jurado      | Jurado       | Jurado      | Jurado      | Jurado      | Televoto    | Televoto    |
| N.º         | País            | M. Novaresi | A. Pigliavento | P. Belli    | A. M. Delogu | S. Zizzari  | Ranking     | Puntos      | Ranking     | Puntos      |
| ----------- | --------------- | ----------- | -------------- | ----------- | ------------ | ----------- | ----------- | ----------- | ----------- | ----------- |
| 01          | Letonia         | 18          | 15             | 10          | 9            | 4           | 13          |             | 12          |             |
| 02          | Polonia         | 4           | 14             | 11          | 13           | 6           | 8           | 3           | 2           | 10          |
| 03          | Suiza           | 17          | 11             | 9           | 14           | 15          | 15          |             | 17          |             |
| 04          | Israel          | 3           | 10             | 5           | 3            | 1           | 3           | 8           | 13          |             |
| 05          | Bielorrusia     | 5           | 6              | 15          | 17           | 12          | 12          |             | 10          | 1           |
| 06          | Serbia          | 11          | 7              | 8           | 8            | 8           | 6           | 5           | 5           | 6           |
| 07          | Irlanda         | 9           | 4              | 13          | 15           | 9           | 9           | 2           | 14          |             |
| 08          | Macedonia (ARY) | 8           | 13             | 16          | 16           | 18          | 17          |             | 9           | 2           |
| 09          | Lituania        | 15          | 12             | 7           | 12           | 5           | 10          | 1           | 7           | 4           |
| 10          | Australia       | 1           | 5              | 4           | 1            | 2           | 1           | 12          | 8           | 3           |
| 11          | Eslovenia       | 14          | 3              | 3           | 10           | 7           | 5           | 6           | 18          |             |
| 12          | Bulgaria        | 16          | 9              | 12          | 7            | 10          | 11          |             | 4           | 7           |
| 13          | Dinamarca       | 12          | 8              | 18          | 18           | 11          | 16          |             | 15          |             |
| 14          | Ucrania         | 6           | 1              | 6           | 2            | 3           | 2           | 10          | 1           | 12          |
| 15          | Noruega         | 13          | 16             | 17          | 11           | 16          | 18          |             | 16          |             |
| 16          | Georgia         | 2           | 2              | 1           | 5            | 13          | 4           | 7           | 11          |             |
| 17          | Albania         | 7           | 18             | 14          | 6            | 17          | 14          |             | 3           | 8           |
| 18          | Bélgica         | 10          | 17             | 2           | 4            | 14          | 7           | 4           | 6           | 5           |

| Final | Final           | Final                      | Final                      | Final                      | Final                      | Final                      | Final                      | Final                      | Final                      | Final                      |
| N.º   | País            | Jurado                     | Jurado                     | Jurado                     | Jurado                     | Jurado                     | Jurado                     | Jurado                     | Televoto                   | Televoto                   |
| N.º   | País            | A. Pigliavento             | P. Belli                   | A. M. Delogu               | T. Leone                   | S. Zizzari                 | Ranking                    | Puntos                     | Ranking                    | Puntos                     |
| ----- | --------------- | -------------------------- | -------------------------- | -------------------------- | -------------------------- | -------------------------- | -------------------------- | -------------------------- | -------------------------- | -------------------------- |
| 01    | Bélgica         | 15                         | 19                         | 7                          | 11                         | 10                         | 11                         |                            | 18                         |                            |
| 02    | República Checa | 23                         | 18                         | 25                         | 22                         | 13                         | 24                         |                            | 24                         |                            |
| 03    | Países Bajos    | 14                         | 5                          | 5                          | 10                         | 4                          | 7                          | 4                          | 19                         |                            |
| 04    | Azerbaiyán      | 22                         | 21                         | 15                         | 21                         | 22                         | 25                         |                            | 23                         |                            |
| 05    | Hungría         | 21                         | 22                         | 16                         | 13                         | 23                         | 20                         |                            | 15                         |                            |
| 06    | Italia          | -------------------------- | -------------------------- | -------------------------- | -------------------------- | -------------------------- | -------------------------- | -------------------------- | -------------------------- | -------------------------- |
| 07    | Israel          | 6                          | 9                          | 6                          | 5                          | 1                          | 3                          | 8                          | 17                         |                            |
| 08    | Bulgaria        | 9                          | 15                         | 17                         | 18                         | 15                         | 14                         |                            | 4                          | 7                          |
| 09    | Suecia          | 24                         | 4                          | 11                         | 6                          | 5                          | 9                          | 2                          | 16                         |                            |
| 10    | Alemania        | 10                         | 11                         | 12                         | 19                         | 24                         | 15                         |                            | 21                         |                            |
| 11    | Francia         | 1                          | 1                          | 18                         | 2                          | 6                          | 4                          | 7                          | 6                          | 5                          |
| 12    | Polonia         | 20                         | 14                         | 24                         | 25                         | 11                         | 19                         |                            | 2                          | 10                         |
| 13    | Australia       | 3                          | 8                          | 8                          | 9                          | 2                          | 5                          | 6                          | 11                         |                            |
| 14    | Chipre          | 16                         | 23                         | 3                          | 8                          | 8                          | 10                         | 1                          | 5                          | 6                          |
| 15    | Serbia          | 13                         | 20                         | 20                         | 23                         | 21                         | 21                         |                            | 7                          | 4                          |
| 16    | Lituania        | 17                         | 24                         | 14                         | 16                         | 7                          | 16                         |                            | 9                          | 2                          |
| 17    | Croacia         | 8                          | 13                         | 21                         | 12                         | 25                         | 17                         |                            | 22                         |                            |
| 18    | Rusia           | 25                         | 3                          | 23                         | 17                         | 12                         | 18                         |                            | 3                          | 8                          |
| 19    | España          | 5                          | 6                          | 1                          | 1                          | 9                          | 1                          | 12                         | 13                         |                            |
| 20    | Letonia         | 11                         | 12                         | 9                          | 20                         | 14                         | 13                         |                            | 14                         |                            |
| 21    | Ucrania         | 4                          | 7                          | 4                          | 7                          | 3                          | 2                          | 10                         | 1                          | 12                         |
| 22    | Malta           | 2                          | 2                          | 10                         | 3                          | 18                         | 6                          | 5                          | 20                         |                            |
| 23    | Georgia         | 7                          | 16                         | 2                          | 4                          | 20                         | 8                          | 3                          | 8                          | 3                          |
| 24    | Austria         | 19                         | 25                         | 22                         | 15                         | 17                         | 23                         |                            | 12                         |                            |
| 25    | Reino Unido     | 12                         | 10                         | 13                         | 14                         | 16                         | 12                         |                            | 25                         |                            |
| 26    | Armenia         | 18                         | 17                         | 19                         | 24                         | 19                         | 22                         |                            | 10                         | 1                          |